# Друже Лі Бо, брате Ду Фу
«Друже Лі Бо, брате Ду Фу..» — збірка прозових творів українського поета Олега Лишеги, яка у 2010 році була включена до довгого списку премії «Книга року Бі-Бі-Сі». Як зазначив сам Лишега, цю книгу він писав майже тридцять років, до неї, зокрема, увійшли фрагменти його загубленого фантастичного роману «Пава».

## Структура
Книга складається з п'яти частин:
1. Людина у просторі: есеї та оповідання «Море»[3], «Людина в просторі», «Відчуття весни», «Розмова тіней»;
2. П'єса «Друже Лі Бо, брате Ду Фу»;
3. Княжий затон: «Син», «Голос», «Портрет»;
4. Adamo et Diana: «Флейта землі і флейта неба», «Adamo et Diana»;
5. Балачки з Прохаськом (розмови з Тарасом Прохаськом, видані раніше у серії Інший формат).

Видання оформлене автопортером Лишеги та фотографіями створених ним дерев'яних скульптур, розміщених на початку кожного підрозділу.

## Видання
- Лишега, О. Друже Лі Бо, брате Ду Фу.. : проза / Олег Лишега. — Львів : Піраміда, 2010. — 147 с. — ISBN 9789664411797.